# Paul McCallum
Paul Leon Miller McCallum (Streatham, 28 juli 1993) is een Engels voetballer (aanvaller) die sinds 2014 op huurbasis voor de Schotse eersteklasser Heart of Midlothian FC uitkomt. Hij staat onder contract bij de Engelse eersteklasser West Ham United FC
McCalumm debuteerde op 2 februari 2014 Hearts FC in de uitwedstrijd (op neutraal terrein, namelijk Easter Road) tegen Inverness Caledonian Thistle FC voor de Scottish League Cup. De wedstrijd werd met 2-2 gelijkgespeeld, maar Inverness nam de penalty's beter. Daardoor ging Inverness door naar de finale.